# Lopo Gomes de Lira
Lopo Gomes de Lira (Galiza, 1350 -?) foi um cavaleiro medieval e fidalgo português como é afirmado na Crónica de el-rei D. João I escrita pelo cronista Fernão Lopes, por ordem do Rei D. Duarte.
Recebeu a terra de Fraião (em Valença do Minho e Paredes de Coura) corria o ano de 1381, doação essa feita pelo rei D. Fernando I de Portugal .
Exerceu o cargo de meirinho-mor de entre Douro e Minho corria o ano de 1376, cargo que manteve até pelo menos 1382. Ocupava a localidade de Ponte de Lima em 1385 quando D. João I tomou posse da referida Vila.
O antigo concelho de Geraz do Lima que era constituído pelas freguesias de Santa Leocádia de Geraz do Lima,  Santa Maria de Geraz do Lima, Moreira de Geraz do Lima e Deão, recebeu foro das mãos do rei D. Manuel I de Portugal em 2 de Junho de  1515. 
"Esta terra foi donatária do Cavaleiro Lopo Gomes de Lira, valido que foi do rei D. Fernando, e tido como acérrimo partidário de D. Leonor Teles".
Mas não obstante o rei castelhano ter preso e desterrado Leonor Teles em Tordesilhas, Lopo Gomes de Lira tomou o partido de D. Beatriz de Portugal e do Rei João I de Castela, ou seja, o partido castelhano, e por causa disso e da sua inútil tentativa de resistência em Ponte de Lima, o rei D. João I confiscou-lhe os bens e deu Geraz do Lima primeiro a Rui Mendes de Vasconcelos e mais tarde a Fernão Anes de Lima que era um fidalgo galaico, dedicado ao valente fundador da Dinastia Avisense a ponto de pôr de parte os seus próprios interesses para servir e ajudar o rei no Cerco de Tui.

## Relações familiares
Casou com Teresa Gomes de Abreu (1375 -?), filha de Vasco Gomes de Abreu (1320 - 1386) e de Maria Roiz de Portocarreiro (1360 -?), de quem teve:
1. Afonso Gomes de Lira, senhor de Lira (1390 -?) casou com D. Mécia Anes de Gand.
2. Isabel Lopes de Lira (1420 -?) casou com Álvaro Gomes de Abreu, alcaide-mor do Castelo de Neiva.
3. Ana Gomes de Lira (1390 -?) casou com Gil Vasques Bacelar III (1390 -?).